# 구봉초등학교 (경기)
구봉초등학교는 대한민국 경기도 화성시에 있는 공립 초등학교이다.

## 학교 연혁
- 2004. 1. 5 구봉초등학교 신설 인가(경기도 조례 제 3312호)
- 2004. 2. 8 구봉초등학교 6학급, 병설유치원 2학급 인가
- 2004. 9. 1 구봉초등학교 개교, 초대 최금종 교장 부임
- 2004. 9. 1 구봉초등학교 6학급, 병설유치원 2학급 편성
- 2004. 9. 4 구봉초등학교 10학급 편성
- 2004. 10. 20 급식소 개소
- 2004. 10. 22 개교기념 및 신입교사를 위한 제 1회 구봉축제실시
- 2004. 11. 12 구봉초등학교 14학급 편성
- 2005. 2. 18 제1회 졸업(34명)
- 2005. 3. 1 28학급 편성(유치원 2학급)
- 2006. 2. 15 제2회 졸업(104명) 총계 : 138명
- 2006. 3. 1 34학급 편성(유치원 2학급)
- 2006. 10. 9 경기도교육청지정방과후학교시범학교보고회(1/1년차)
- 2007. 2. 9 타임캡슐봉함식(제3회 졸업생 및 교직원)
- 2007. 2. 14 제3회 졸업(140명) 총계: 278명
- 2008. 2. 12 제4회 졸업(193명) 총계: 471명
- 2009. 2. 14 제5회 졸업(191명) 총계: 662명
- 2010. 2. 11 제6회 졸업(184명) 총계: 846명
- 2010. 9. 1 제3대 이상신 교장 부임
- 2011. 2. 15 제7회 졸업 및 타임캡슐봉함식(183명) 총계: 1,029명
- 2011. 3. 1 교과서제도 선진화정책’에 의한 초등국정도서 현장적합성 검토(교육과학기술부요청 도지정 연구학교)
- 2011. 3. 1 특성화교육벨트 운영학교 선정(화성시) 학생 오케스트라 육성학교 선정(교육과학기술부)
- 2011. 3. 1 38학급 편성 : 1,287명 (유치원2학급)
- 2012. 2. 9 제8회 졸업 및 타임캡슐봉함식(211명) 총계: 1,240명
- 2012. 3. 1 38학급 편성 : 1,249명 (유치원2학급)
- 2012. 3. 1 경기도교육청지정 교원행정업무경감 시범학교 선정
- 2012. 11. 1 교과서제도 선진화정책’에 의한 초등국정도서 현장적합성 검토(교육과학기술부요청 도지정) 연구학교 보고회 (2/2년차)
- 2012. 2. 14 제9회 졸업 및 타임캡슐봉함식(222명) 총계: 1,462명
- 2013. 3. 1 38학급 편성 : 1,223명 (유치원2학급)
- 2013. 3. 1 화성시 지정 창의지성교육 모델학교 운영
- 2014. 2. 19 제10회 졸업 및 타임캡슐봉함식(202명) 총계: 1,664명
- 2014. 3. 1 44학급 편성 : 1,193명 (유치원 2학급)
- 2014. 3. 1 화성시 지정 창의지성교육 모델학교 2년차 운영
- 2015. 2. 13 제11회 졸업 및 타임캡슐봉함식(187명) 총계: 1,851명
- 2015. 3. 1 44학급 편성 :1,199명 (유치원 2학급)
- 2015. 3. 1 혁신공감학교(창의지성모델학교 3년차) 운영
- 2015. 3. 1 제4대 임현숙 교장 부임

## 참고 자료
- 구봉초등학교 - 한국교육학술정보원 학교알리미